# チリ・ペソ
ペソ（スペイン語: Peso）はチリの通貨。1817年から1960年にかけて旧チリ・ペソが、1975年より現行のチリ・ペソが流通している。通貨記号は$。ISO 4217の通貨コードはCLP。補助単位は100分の1のセンターボだが、現在は通貨として流通していない。

## 歴史

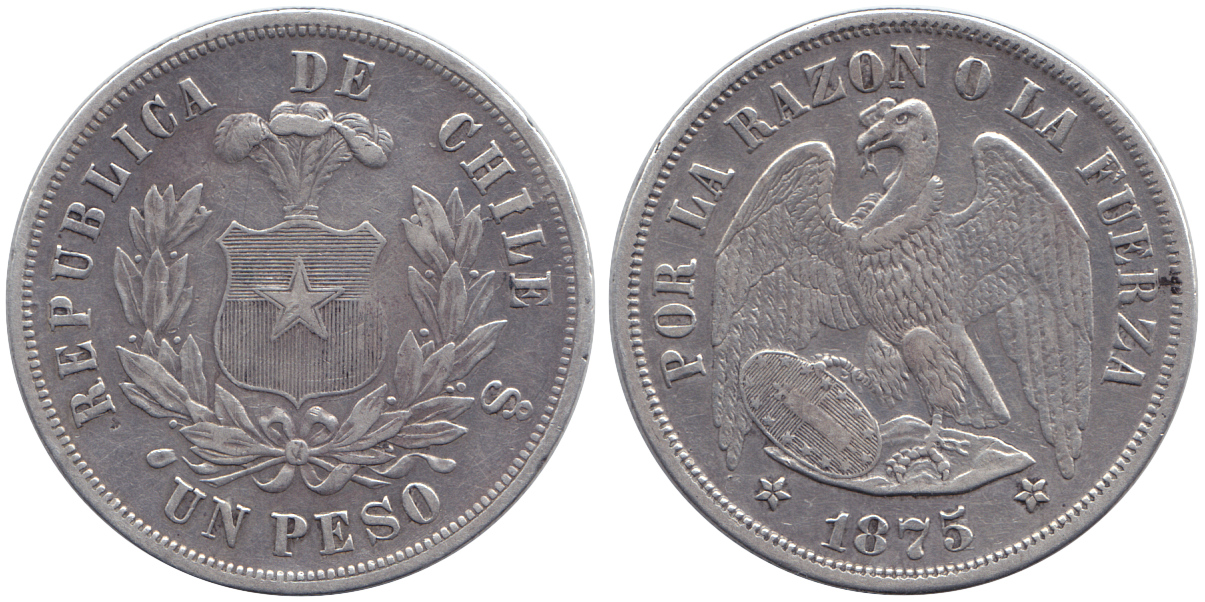
チリペソ1875シルバ。

1817年の流通開始以来、1851年まで8スペイン・レアルに対して1ペソ、また1ポルトガル・エスクードに対して2ペソの為替平価制度をとっていた。のちの制度改正で1ペソ＝100センターボの補助単位を設けたが、1955年に発生したインフレの影響からセンターボは支払い通貨として存在意義を失い、その後姿を消した。
1960年にはホルヘ・アレサンドリ政権下で通貨がペソからチリ・エスクードに変更され、1975年までエスクードを使用していた。この当時、10ペソに対して1センティースモ、100センティースモに対して1エスクード（1エスクード＝1000ペソ）を平価としていたが、1975年の経済改革において再度ペソが採用されたため1000エスクードに対し1ペソの兌換を行い、現行の通貨制度に至っている。

### 為替制度
1984年に米ドルにリンクする為替バンド制を導入し、1992年には通貨バスケット制との併用へと切り替えた。その後1999年に変動相場制へと移行している。

## 流通硬貨と紙幣

### 硬貨
- 1ペソ硬貨 - アルミニウム製。外径15.5mm、八角形。1992年発行。表はベルナルド・オイギンスの肖像、裏は月桂冠に囲まれた1が記されている。
- 5ペソ硬貨 - 銅・アルミニウム・ニッケル製。外径15.5mm、八角形。1992年発行。表はベルナルド・オイギンスの肖像、裏は月桂冠に囲まれた5が記されている。
- 10ペソ硬貨 - 銅・アルミニウム・ニッケル製。外径21mm、円形。1990年発行。表はベルナルド・オイギンスの肖像、裏は月桂冠に囲まれた10が記されている。
- 50ペソ硬貨 - 銅・ニッケル・アルミニウム製。外径25mm、十角形。1981年発行。表はベルナルド・オイギンスの肖像、裏は月桂冠に囲まれた50が記されている。
- 旧100ペソ硬貨 - 銅・ニッケル・アルミニウム製。外径27mm、円形。1984年発行。表は国章、裏は月桂冠に囲まれた100が記されている。
- 新100ペソ硬貨 - 中央部は洋白、外環部は銅・アルミニウム・ニッケル製。外径23.5mm、円形。2001年発行。表はマプチェ族の女性の肖像、裏は月桂冠に囲まれた国章および100が記されている。
- 500ペソ硬貨 - 中央部は銅・アルミニウム、外環部は洋白製。外径26mm、円形。2000年発行。表はラウール・シウバ・ヘンリクスの肖像、裏は月桂冠および星印に囲まれた500が記されている。

### 紙幣
大きさはいずれも縦70mm×横145mm。
- 500ペソ紙幣 - 主な構成色は茶褐色・菫色・黄土色・黒・緑。1977年6月発行（現在は発行されていないが使用は可能）。表はペドロ・デ・バルディビアの肖像、裏は『サンティアゴの建設』が刷られている。
- 1000ペソ紙幣 - 主な構成色は緑。1978年6月発行。表はイグナシオ・カレラ・ピントの肖像、裏はコンセプシオンの戦いの記念像が刷られている。
- 旧2000ペソ紙幣 - 主な構成色は菫色。1997年12月発行。表はマヌエル・ロドリゲスの肖像および馬上の姿、裏は聖ドミンゴ教会が刷られている。
- 新2000ペソ（ポリマー）紙幣 - 主な構成色は菫色。2004年9月発行。表はマヌエル・ロドリゲスの肖像および馬上の姿、裏は聖ドミンゴ教会が刷られている。
- 5000ペソ紙幣 - 主な構成色は赤。1981年7月発行。表はガブリエラ・ミストラルの肖像および母親のアレゴリー、裏はミストラルが1945年に受賞したノーベル文学賞のメダルが刷られている。
- 10,000ペソ紙幣 - 主な構成色は青。1989年7月発行。表はアルトゥロ・プラットの肖像、裏は聖アウグスティンおよびニンウェにあるプラットの生家が刷られている。
- 20,000ペソ紙幣 - 主な構成色は茶色・緑・黄土色。1998年12月発行。表はアンドレス・ベジョの肖像および正義のアレゴリー、裏はチリ大学の中央校舎が刷られている。

### 新紙幣
2006年に新たな1000ペソ紙幣、5000ペソ紙幣、10,000ペソ紙幣が発行された。これらは、視覚に障害を持つ人々が紙幣の種類を識別しやすいよう手触りやその感触に意匠をこらした技術を組み込んだほか、部分的にホログラムも採り入れている。ただし、表向きのデザインは変更されていない。

## 俗称
チリ・スペイン語には1000ペソ紙幣をルカ (Luka, Luca) 、500ペソ硬貨をキナ (Quina) 、100ペソ硬貨をガンバ (Gamba) と呼ぶ俗称が存在し、さらに1000ペソ紙幣のルカから転じて2000ペソ紙幣を2ルカス (lucas) 、5000ペソ紙幣を5ルカス、10,000ペソ紙幣を10ルカスと呼び、100万ペソをグアトーン (Guatón) もしくはパロ (Palo) と呼ぶことがある。また日本円の一万円紙幣を諭吉、アメリカ合衆国ドルの100ドル紙幣をベンジャミン (Benjamin) と呼ぶような俗称同様、チリ・ペソでも紙幣に印刷されている人物になぞらえて、5000ペソ紙幣をガブリエラ (Gabriela) 、10,000ペソ紙幣をアルトゥロ (Arturo) もしくはアルトゥリト (Arturito) など呼ぶことがある。